# Muspel
Muspel er en jætte i nordisk mytologi. Muspel er en ildjætte, som bor i Muspelheim langt mod syd. Ved Ragnarok sender han sine sønner mod nord for at brænde Midgård af.
| Mytologi | Spire Denne artikel om mytologi er en spire som bør udbygges. Du er velkommen til at hjælpe Wikipedia ved at udvide den. |